# Kristin Clemet
Kristin Clemet (født 20. april 1957 i Harstad) er en norsk økonom og politiker (H). Clemet var stortingsrepræsentant for Oslo 1989–1993, arbejds- og administrationsminister 1989–1990, og uddannelses- og forskningsminister 2001–2005. Fra 1981 til 1983 var hun personlig sekretær for industriminister Jens-Halvard Bratz og fra 1985 til 1986 var hun rådgiver for statsminister Kåre Willoch. 
Kristin Clemet er uddannet civiløkonom fra NHH i 1981. Hun har også studeret sprog i Frankrig. Hun bor sammen med Michael Tetzschner, og de har to børn. Clemet var redaktør i Høyres tidsskrift Tidens Tegn 1993–1998 og viceadministrerende direktør i Næringslivets Hovedorganisasjon 1997–2001. Fra 2006 har hun været daglig leder i Civita. Hun er bestyrelsesformand i Norfund og i Plan Norge, og sidder bl.a. også iSoftware Innovations bestyrelse.
I 2004 blev hun udnævnt til kommandør af Sankt Olavs Orden. Hun er datter af Fridtjof Clemet.